# 内田町 (名古屋市)
内田町（うちだちょう）は、愛知県名古屋市熱田区の地名。丁番を持たない単独町名である。住居表示未実施。

## 地理
名古屋市熱田区南東部に位置する。東は伝馬一丁目、西は神戸町、南は南区、北は神戸町に接する。

## 歴史

### 町名の由来
1863年（明治6年）、横浜の内田なる人物が払い下げを受け、町を造成したことに由来するという。

### 沿革
- 1876年（明治9年）4月 - 愛知郡熱田駅字東浜屋敷および埋立地により、内田町が成立[2]。
- 1878年（明治11年）12月28日 - 愛知郡熱田村の一部により、同郡内田町となる[3]。
- 1889年（明治22年）10月1日 - 愛知郡熱田町大字内田となる[3]。
- 1907年（明治40年）6月1日 - 名古屋市熱田内田町となる[3]。
- 1908年（明治41年）4月1日 - 南区熱田内田町となる[3]。
- 1937年（昭和12年）10月1日 - 熱田区熱田内田町となる[3]。
- 1939年（昭和14年）12月15日 - 熱田区内田町と改める[3]。
- 1981年（昭和56年）9月20日 - 神戸町・富江町の各一部を編入する[3]。また、一部が神戸町・伝馬一丁目および同二丁目にそれぞれ編入される[3]。

### 字一覧
かつて内田町には小字が存在した。1882年時点で内田町に存在した小字は以下の通り。なお小字はすべて消滅している。
| 字     | 読み     | 備考 |
| ------ | -------- | ---- |
| 御茶屋 | おちゃや |      |

## 世帯数と人口
2018年（平成30年）12月1日現在の世帯数と人口は以下の通りである。
| 町丁   | 世帯数 | 人口  |
| ------ | ------ | ----- |
| 内田町 | 57世帯 | 105人 |

### 人口の変遷
国勢調査による人口および世帯数の推移。
| 1995年（平成7年）  | 54世帯 136人 |  |
| 2000年（平成12年） | 50世帯 109人 |  |
| 2005年（平成17年） | 44世帯 96人  |  |
| 2010年（平成22年） | 39世帯 76人  |  |
| 2015年（平成27年） | 41世帯 95人  |  |

## 学区
名古屋市教育委員会は、2018年（平成30年）9月時点で市立小中学校の通学区域を以下の通り設定している。また、高等学校の学区については愛知県教育委員会が2017年（平成29年）度以降、以下の通り設定している。
| 番・番地等 | 小学校               | 中学校             | 高等学校 |
| ---------- | -------------------- | ------------------ | -------- |
| 全域       | 名古屋市立白鳥小学校 | 名古屋市立宮中学校 | 尾張学区 |

## 施設
- 内田橋公園[1]
- 真宗大谷派円山寺[1]

## その他

### 日本郵便
- 郵便番号 : 456-0044[WEB 3]（集配局：熱田郵便局[WEB 15]）。

### WEB
1. ↑  “愛知県名古屋市熱田区の町丁・字一覧”.   人口統計ラボ. 2018年11月8日閲覧。
2. 1 2  “町・丁目(大字)別、年齢(10歳階級)別公簿人口(全市・区別)”.   名古屋市 (2018年12月20日). 2019年1月6日閲覧。
3. 1 2  “郵便番号検索 愛知県名古屋市熱田区の郵便番号一覧”.   日本郵便. 2017年10月7日閲覧。
4. ↑  “市外局番の一覧” (pdf).   総務省. p. 7 (2017年6月14日). 2019年1月12日閲覧。
5. ↑  “管轄区域”.   愛知県自動車会議所. 2021年9月23日閲覧。
6. ↑  “住所コード検索”. 自動車登録関係コード検索システム.  国土交通省. 2018年10月29日閲覧。
7. ↑  名古屋市役所市民経済局地域振興部住民課町名表示係 (2015年10月21日). “熱田区の町名一覧”.   名古屋市. 2017年10月7日閲覧。
8. ↑  総務省統計局 (2014年3月28日). “平成7年国勢調査の調査結果(e-Stat) - 男女別人口及び世帯数 －町丁・字等” (CSV). 2021年7月20日閲覧。
9. ↑  総務省統計局 (2014年5月30日). “平成12年国勢調査の調査結果(e-Stat) - 男女別人口及び世帯数 －町丁・字等” (CSV). 2021年7月20日閲覧。
10. ↑  総務省統計局 (2014年6月27日). “平成17年国勢調査の調査結果(e-Stat) - 男女別人口及び世帯数 －町丁・字等” (CSV). 2021年7月21日閲覧。
11. ↑  総務省統計局 (2012年1月20日). “平成22年国勢調査の調査結果(e-Stat) - 男女別人口及び世帯数 －町丁・字等” (CSV). 2021年7月21日閲覧。
12. ↑  総務省統計局 (2017年1月27日). “平成27年国勢調査の調査結果(e-Stat) - 男女別人口及び世帯数 －町丁・字等” (CSV). 2021年7月21日閲覧。
13. ↑  名古屋市教育委員会事務局総務部教育環境計画室計画係 (2018年9月1日). “名古屋市立小・中学校の通学区域一覧（熱田区）” (PDF).   名古屋市. 2019年1月12日閲覧。
14. ↑  愛知県教育委員会高等学校教育課進路指導グループ (2015年3月24日). “平成 29 年度以降の愛知県公立高等学校（全日制課程）入学者選抜における通学区域並びに群及びグループ分けについて” (pdf).   愛知県. 2019年1月12日閲覧。
15. ↑  郵便番号簿 平成29年度版 - 日本郵便. 2019年01月06日閲覧 (PDF)

### 文献
1. 1 2 3 4  「角川日本地名大辞典」編纂委員会 1989, p. 1443.
2. 1 2  名古屋市計画局 1992, p. 419.
3. 1 2 3 4 5 6 7 8  名古屋市計画局 1992, p. 811.
4. ↑  名古屋市計画局 1992, p. 902.